# رواية فانغيرل
فانغيرل (بالإنجليزية: Fangirl) هي رواية معاصرة في أدب الشباب من تأليف رينبو رويل والتي نُشرت في عام 2013 بعد روايتها إلينور آند بارك. وتشكل هاتان الروايتان سلسلة تدعى ' الحب الحقيقي'.

## حبكة الرواية
تدور أحداث هذه الرواية حول كاث، طالبة في السنة الأولى في جامعة نبراسكا- لينكون، وأختها التوأم رين الأكثر انطلاقاً. تواجه كاث صعوبة في التكيف مع الحياة الجامعية لسببين: الأول هو أن أختها رين لا تريد أن تشاركها العيش في الغرفة نفسها، والثاني هو أنها تعاني من الرهاب الاجتماعي مما يجعلها تشعر بالخوف من التحدث مع أي شخص، أو حضور المناسبات الاجتماعية، أو حتى الأكل في أي قاعة طعام عامة، لذلك تقضي كاث الكثير من وقت فراغها في كتابة قصص في أدب المعجبين (قصص خيالية يكتبها المعجبين باستخدام شخصيات معروفة إلا أن أحداث القصة تختلف عن حياة الشخصية في الواقع) لتكمل سلسلة روائية حول فتى ساحر يدعى سيمون سنو. تنشر كاث هذه القصص على الإنترنت والتي حازت على جوائز. قصصها هذه يقرؤها عشرات الآلاف من القرّاء الشغوفين بشكل يومي. تنأى رين بنفسها عن كاث، ُمدعيةً أنها قد كَبرت على قراءة أدب المعجبين وسيمون سنو، فتخرج للشرب والرقص بصحبة رفيقتها التي تقيم معها في نفس الغرفة كل ليلة تقريبا في حين يزداد اهتمام كاث أكثر بمادة كتابة الأدب. وتثير كتابة كاث إعجاب البروفيسورة، كما يصبح نيك صديقها وشريكها في الكتابة والذي تلتقي به أسبوعياً ليكتبان معاً.
ولكن تعاني كاث من نكسة عاطفية ودراسية بعد أن أعطتها البروفيسورة درجة الرسوب لكتابتها قصة من أدب المعجبين كتكليف صفي حيث اعتبرته سرقة أدبية. تعيش كاث بشكل عام حياة جامعية تعيسة، وذلك لأنه ليس لديها أي أصدقاء، بالإضافة إلى أن أختها التوأم هجرتها عاطفيا، كما أنها تصاب بنوبات هلع بمجرد التفكير بالأكل في قاعة الطعام بمسكنها لذلك تعيش على ألواح الطاقة التي تأكلها خلسة في غرفتها ولا تزال تعاني الأمرين جرّاء تخلي امها عنها عندما كانت في سن الثامنة، وقلقها على والدها الذي يعاني من اضطراب ثنائي القطب ولا يهتم بنفسه، لذلك تتفق شريكتها في الغرفة ريجان الشجاعة والمنطلقة مع ليڤي حبيب ريجان على أن يصبحا صديقان لكاث. وتتوطد علاقة كاث بليڤي أكثر من السابق لدرجة انهما تبادلا القبل ويتضح بعدها ان ليڤي ليس حبيب ريجان وانما يود ان يكون حبيب كاث، ولكن عندما تبحث عنه لتخبره انها تبادله المشاعر نفسها، تكتشف انه على علاقة مع امرأة أخرى. ومن جانب آخر، يغدر شريك كاث في الكتابة بها، فقد كان يستغلها للحصول على درجات مرتفعة في درس كتابة الأدب. ويصاب والدها بأزمة اضطراب ثنائي القطب قبل الاختبارات النهائية بقليل، مما يستدعي اخضاعه لعلاج نفسي لفترة قصيرة، لذلك تترك كاث اختباراتها ومشروعها الأخير لمادة كتابة الأدب وتعود إلى بيتها في اوماها لتعتني بوالدها. تصبح كاث مرهقة جدا وتصل إلى مرحلة تكاد أن تتخلى فيها عن الكلية وعن أختها رين وعن علاقاتها المعقدة التي كونتها مع ريجين، ونيك، وليڤي، وبروفيسورة الكتابة الأدبية، إلا أنها تعقد العزم على مواصلة دراستها والبدء في تعلم كيفية التعامل مع مشاكلها المختلفة، وفي الوقت ذاته وعلى صعيد الشخصيات الأخرى تبدأ مشاكل رين بالظهور مجدداً على نحو مُروّع، وينال نيك جزاءً عادلا على خيانته، كما تظهر شخصية ليڤي بأنها معقدةً أكثر بكثيرٍ مما تبدو عليه. وقرب نهاية العام الدراسي، تناضل كاث في كتابة روايتها في أدب المعجبين بعنوان استمر يا سايمون (Carry on Simon) والتي استغرقت في كتابتها عامين، وكذلك في كتابة قصة قصيرة من تأليفها لمادة الكتابة الأدبية.

## الشخصيات
ملاحظة: أشارت رويل إلى أن أغلب الشخصيات في الرواية سميت نسبة إلى مباني في جامعة نبراسكا – لينكولن.
كاثر 'كاث' إيڤري
هي بطلة الرواية ذات الشخصية الخجولة، والانطوائية، والتي يصفها عنوان الرواية «فانغيرل». وتقول كاث بأنه وبالرغم من أنها توأم رين المتماثل إلا أن وجهي الشبه بينها وبين أختها هما شعرها الطويل ونظاراتها فقط، فهي على خلاف اختها، تحب ارتداء ملابس تعطي انطباعا بأنها فتاة تفضل البقاء في المنزل وتكتب قصص عن مثليين في أدب المعجبين طوال الليل من أن تذهب إلى نادٍ للاحتفال. تعد كاث كاتبة موهوبة جدا، كما أن علاقتها بوالدها جيدة. وقد لعبت دور الأم بعد أن غادرت والدتها المنزل مما أدى إلى امتعاضها من أمها ورفضها الاعتراف بها، بالإضافة إلى ذلك كانت علاقتها مع اختها رين جيدة قبل الالتحاق بالجامعة، كما تكوّن كاث علاقة صداقة مع شريكتها في الغرفة ريجان وليڤي حبيب ريجان الذي تواعده في النهاية. تقلل كاث من شأن نفسها وكثيرا ما توبخ نفسها لأنها ليست مثل رين، ونتيجة لذلك ترفض التصديق أن ليڤي يكن لها مشاعر حب صادقة لذلك تسعى لإبقائه بعيدا عن رين لأنها تظن انه إذا تعرف عليها فإنه سوف يحبها أكثر وحينها سيتخلص من كاث. وفي النهاية تقرر كاث البقاء في جامعة نبراسكا، واكمال حياتها مع ريجان، ومواصلة مسيرتها في الكتابة.
رين ايڤري
هي اخت كاث التوأم والأروع بينهن؛ إذ أنها أكثر انطلاقا وانفتاحا. تعشق كاث ثقة اختها وقدرتها على التعامل مع الأشياء بسهولة ويسر. كما أن رين تتحمل مسؤوليات أقل من كاث حيث أنها تبدي اهتماماً أكبر بالانسجام مع من حولها، وحضور العديد من الحفلات من أن تجتهد وتعتني بنفسها. تخبر رين اختها كاث بانها لا تود مشاركتها الغرفة في السكن الجامعي لأنها تريد أن تتحرر وأن تحظى بحياتها الخاصة. وتقول كاث أنه كان لدى رين الكثير من العلاقات العاطفية مع الشباب إلا أنها لم تهتم لأي أحد منهم، كما أنها الوحيدة التي تقرر التواصل مجدداً مع امها. وكثيراً ما تنزعج رين من كاث لكونها متسلطة وتتصرف دائماً على أنها الأم. تقتنع رين بأن تغير من نمط حياتها بعد أن تتعرض لتسمم كحولي، ونتيجة لذلك تقلل من ذهابها إلى الحفلات وتَوطُدِ علاقتها بكاث. تتردد كاث بالسماح لرين بأن تصاحب ليڤي خوفا من ان يتعرف عليها ويعجب بها أكثر، الأمر الذي يثير ضحكه. تعشق رين كتب سايمون سنو مثل اختها.
ليڤي ستيورت
هو صديق كاث والذي أصبح حبيبها لاحقا. يُصّورُ ليڤي في الرواية على انه شاب طويل القامة وذو شعر أشقر، وقد ترعرع في مزرعة لتربية المواشي في بلدة صغيرة بولاية نبراسكا مع أخواته الأربع. يدرس إدارة المراعي في كلية الزراعة على أمل أن يعمل في مزرعة أسرته بعد التخرج. تصفه كاثر بأنه شاب لا تفارق البشاشة مُحيّاهُ، كما أنه ذو شخصية مهذبة، وذكية، ومنفتحة مع الآخرين. كان على علاقة مع ريجان ولكنهما انفصلا بعد خيانتها له. وبالرغم من امتلاك ليڤي ذاكرة قوية، إلا أنه لا يزال يعاني عند القراءة لأن الكلمات المكتوبة ليس لها وقع عليه كالأصوات، لذلك يستمع إلى تسجيل المحاضرات لكي يتمكن من حفظ المعلومات. يظهر ليڤي في الرواية على انه شاب مخلص ووفي للغاية، كما انه أكثر شخص يكرس حياته لمعرفة كاث ويسعى جاهداً لإخراجها من وحدتها.
(ذكرت راينبو رويل في قسم الأسئلة الشائعة بموقعها الإلكتروني أف.أي.كيو اسم عائلة ليڤي الذي لم تذكره مسبقا في الكتاب).
ريجان
هي شريكة كاث في الغرفة وتظهر في الرواية على أنها النسخة العصبية من المغنية أديل لأنها متهكمة، وساخرة، وقاسية في تعاملها مع كاث في أغلب الأوقات، ولكن كما يبدو فإن هذه هي طريقتها في التعبير عن اهتمامها بالآخرين، ولكن شيئاً فشيئاً تبدي ريجان اهتماما بكاث لتصبح صديقتها في نهاية المطاف. واعدت ريجان ليڤي عندما كانا في المدرسة الثانوية ولكنهما انفصلا فور التحاقهما بالجامعة مع بقائهما صديقين. تحصل ريجان على منحة دراسية فيتعين عليها الإقامة بمسكن بعيداً عن عائلتها.
آرثر ايڤري
هو والد كاث ورين والذي يبدو غير مقصر في حق ابنتيه رغم معاناته من اضطراب ثنائي القطب. يظهر في الرواية على انه صاحب أفكار مجنونة كتثبيت عمود رجال الإطفاء يؤدي إلى غرفة الغسيل، ومع ذلك فإن رب عمله يصفه بأنه عبقري تسويق. يمر آرثر في موقف صعب عقب رحيل زوجته، ولكنه يتمكن من التأقلم مع الوضع بمساعدة كاث ورين. كما يتعرض لانهيار عصبي في منتصف الرواية وهو واحدٌ من عدة انهيارات قد تعرض لها في حياته حيث يتم وضعه مؤقتا في مصحة عقلية. يُؤثِرُ آرثر دراسة ابنتيه على كل شيء حتى حاجته الملحة لشخص يعتني به حيث يرفض على سبيل المثال أن تترك كاث دراستها للاهتمام به. ويصور في الرواية على انه أب ليبرالي لا يبالي بمن تُحضر ابنتاه للمنزل تاركا لهما حرية اتخاذ القرارات في حياتهما.
نيك مانتر
هو زميل كاث في الصف وشريكها السابق في الكتابة. تصفه كاث وكأنه «شخص يحمل تذكرة من الدرجة الثالثة على سفينة تايتنك». وهو كاتب موهوب لكنه يأخذ نفسه على محمل الجد أكثر مما ينبغي فلا يؤمن بالحب ولا يرغب في الكتابة عنه. ويطلب نيك من كاث أن يشتركا في كتابة قصة كمشروع جانبي ولكن يؤول به المطاف إلى كتابة معظمها بنفسه بينما يُوّكِلُ كاث مهمة تحرير القصة وكتابة الحوارات وتغيير التفاصيل ويخبرها في النهاية بأنه سيقوم بتسليم القصة كمشروعه النهائي معللا أنه الكاتب الحقيقي وأن كل ما فعلته كاث هو تحرير القصة فقط ولكن تلاحظ البروفيسورة بايبر أسلوب كاث المميز في الكتابة ويخسر نيك فرصته في أن يكون أستاذاً مساعداً في نهاية المطاف بسبب اتهامه بالسرقة الأدبية، لم يتمكن نيك من نشر القصة في دورية الجامعة فقد طلبت منه البروفيسورة أن يضيف كاث مؤلفة شريكة في القصة ولكنها لم توافق على ذلك.
البروفيسورة بايبر
هي بروفيسورة كاث لمادة كتابة الأدب. وُصفت في الرواية بأنها امرأة صغيرة ذات شعر طويل بني ذو خصل رمادية وعظام خد بارزة. تستنكر البروفيسورة أدب المعجبين وتنتقده كونه عملاً غير أصلي بالرغم من أنها تتفهم أنه ليس سرقة أدبية، إلا أنها تعد أكثر شخص يؤمن بموهبة كاث في الكتابة لذلك تمنحها فرصة أخرى لتتراجع عما فعلته فتسمح لها بالعمل على المشروع النهائي وتلزم نيك مانتر أن يطلب الإذن من كاث لنشر القصة القصيرة التي كتباها معا.
اليخاندرو «خاندرو»
هو حبيب رين المكسيكي والذي يظهر لأول مرة في الرواية في حفلة لفرقة موجزي الموسيقية حيث يوجه لكمة لأحد من الحضور بسبب تعليقاته الوقحة عن كاث ورين. ويوصف بأنه ذا قامة طويلة، وعضلات مفتولة. يدرس اليخاندرو العلوم الزراعية، ويعيش في فارم هاوس وهي عبارة عن اخوية تابعة لقسم الزراعة. وعلى الرغم من أنه يستنكر عادات رين في الشرب إلا أنه مولع بحبها.
كورتني
هي شريكة رين في الغرفة والمحبة للحفلات. تظهر رين وكورتني في بداية الرواية كصديقتين صدوقتين، وأنهما قد تعرفتا على بعض خلال الصيف فقط، ولكن بعد ذلك تبدي رين استياءها من كورتيني بعد أن تدرك أن تفكير كورتني سطحي وأنها غبية حقاً.
لورا ايڤري
هي أم كاث ورين والتي التقت بزوجها آرثر عندما كانت تعمل في شركة ترويجية في ريعان شبابها. ولم تخطط للإنجاب مطلقا واستاءت عندما علمت بأنها حامل بتوأمين. تترك الفتاتان في 11 سبتمبر 2001 بعد أن تقطع وعدا عليهما بأنها سوف تعاود التواصل معهما ولكنها لم تفعل قط. وبعد فترة طويلة من الانقطاع تسعى جاهدة إلى التواصل مع ابنتيها كما يتضح من خلال مجريات الرواية إلا أن رين هي الوحيدة التي تسمح لها بذلك. تمقت كاثر أمها بسبب تخليها عنهم ومغادرتها المنزل منذ أن كانت طفلة صغيرة، وتأبى أن تتقبل اهمالها لحياتهم، وعدم رغبتها بالقيام بأي شيء يتعلق بهم. ولطالما أرادت لورا أن تسمي الفتاة التي تنجبها كاثرين ولكن عندما اكتشفت أنها حبلى بفتاتين، لم تشأ أن تغير اختيارها للإسم لذلك قررت تسمية ابنتيها كاث ورين.
ابيل
هو حبيب كاث في المدرسة الثانوية والذي ينفصل عنها بعد عدة شهور من التحاقها بالجامعة بعد أن يخبرها بأن علاقتهما لم تكن يوما حقيقية، وأنه التقى بفتاة تدعى كاتي والتي يشعر بأن علاقته معها حقيقية، وكذلك يخبر كاث بأن كاتي حصلت على درجة أعلى منها في اختبار الأى.سي.تي (اختبار الجامعات الأمريكية).

## الاستقبال النقدي
تلقى الكتاب مراجعات إيجابية من النقاد مشيدين على وجه التحديد تصويره الواقعي لثقافة المعجبين، فعلى سبيل المثال، وصف ناقد ادبي من موقع Tor.com الرواية بأنها«تمثل حياة المهووسين تمثيلاً صادقاً» وأشار إلى أن«رويل تدرك أمرا أساسيا في روايتها وهو أن الإعجاب بأمر ما يعني أكثرمن مجرد هروب من الواقع -سواء أكان بوعي أو بغير وعي- بل إنه طريقة ليتفاعل الناس مع ما يحيط بهم» كما تذكر مجلة انترتيمنت ويكلي أن رويل نجحت في تصوير عالم أدب المعجبين وما يدور في رأس المراهقين، وأيضا وصفت مجلة أتلانتك منثلي الرواية بأنها «آسره». وأشار أحد ممثلي نادي كتاب تمبلر عندما تم اختيار رواية فانجيرل ككتاب افتتاحي للنادي أن أسباب اختيار الرواية هي تناولها لمواضيع حب الكتب وخلق الفن كما أنها تجذب قراءً من مختلف الأعمار، بالإضافة إلى امتلاك رويل قاعدة جماهيرية في وسائل التواصل الاجتماعي.

## الرواية المنبثقة عن فانغيرل
نشرت رويل في السادس من أكتوبر 2015 رواية استمر (Carry on) وهي قصة مستقلة تدور أحداثها حول قصة حب مثلية من بطولة سايمون وباز وهما شخصيتان من سلسلة الرواية الخيالية التي تعشقها كاث حد الهوس وتتلخص حبكة الرواية في محاولة سايمون وباز أن يصبحا حبيبين بدلًا من عدوين وفي الوقت ذاته يحاربان قوة شريرة تهدد أمن العالم السحري. تحمل هذه الرواية الاسم ذاته للرواية التي تؤلفها كاث في فانجيرل غير إنها رواية مستقلة بذاتها كما أنها أول مؤلفات رويل في أدب الخيال.
يلعب كاثر وليڤي دورًا بسيطًا في رواية رويل الخط الأرضي (Landline).